# Chimalacacingo
Chimalacacingo är en ort i Mexiko.   Den ligger i kommunen Copalillo och delstaten Guerrero, i den sydöstra delen av landet, 170 km söder om huvudstaden Mexico City. Chimalacacingo ligger 1 119 meter över havet och antalet invånare är 456.
Terrängen runt Chimalacacingo är lite bergig. Runt Chimalacacingo är det ganska glesbefolkat, med 30 invånare per kvadratkilometer. Närmaste större samhälle är Copalillo, 16,4 km nordväst om Chimalacacingo. I omgivningarna runt Chimalacacingo växer huvudsakligen savannskog.